# Jan Jakub Wawrzyniak
Niektóre z zamieszczonych tu informacji wymagają weryfikacji.
Dokładniejsze informacje o tym, co należy poprawić, być może znajdują się w dyskusji tego artykułu.
 Po wyeliminowaniu niedoskonałości należy usunąć szablon  z tego artykułu.
Jan Jakub Wawrzyniak (ur. 16 lipca 1900 w Poznaniu, zm. 9 stycznia 1971 w Katowicach) – polski harcerz, powstaniec, działacz.

## Młodość
Urodził się 16 lipca 1900 w Poznaniu jako syn Jana Wawrzyniaka i Heleny z Kostańskich. Absolwent Gimnazjum im. Św. Marii Magdaleny. W 1915 roku wstąpił do młodzieżowej konspiracyjnej organizacji „Towarzystwo Tomasza Zana”, a od 1916 roku był członkiem jej zarządu. Tę działalność zakończyło podjęcie przez niego decyzji, w grudniu 1918, o walce zbrojnej przeciwko pruskiemu zaborcy w szeregach wielkopolskich powstańców. W 1916 roku założył w Poznaniu tajną drużynę harcerską im. Romualda Traugutta. W 1917 złożył przyrzeczenie i uzyskał III stopień harcerski. Wawrzyniak został aresztowany wiosną 1917 roku przez tajną policję pruską pod zarzutem kolportażu ulotek.

## Powstanie Wielkopolskie
Powstanie Wielkopolskie wybuchło 27 grudnia 1918. Wawrzyniak został kierownikiem drużyny harcerskiej w Kościelnie. Prowadził ją do 27 grudnia 1919 roku, a od września pełnił funkcje komendanta poznańskiego hufca III oraz był członkiem komendy I Okręgu Wielkopolskiego Oddziału ZHP. W sierpniu 1919 został zwolniony do rezerwy. Podjął studia na Wydziale Prawa Uniwersytetu Poznańskiego. W 1919 roku założył Akademickie Koło Harcerskie im. Tomasza Zana. 22 lutego 1920 roku został wybrany członkiem Zarządu Wielkopolskiego ZHP. Prowadził również w Poznańskim Naczelnictwie Drużyn Męskich sekcję drużyn szkolnych. W ostatniej dekadzie czerwca 1920 roku skierowany został do pracy w Polskim Komitecie Plebiscytowym w Zabrzu. W lipcu został odwołany z tej placówki i przeniesiony do Bytomia. Wziął udział w ukonstytuowaniu Inspektoratu Harcerskiego Okręgu Górnego Śląska. Inspektorat powołano do życia 30 lipca 1920 roku, a Wawrzyniak pełnił w nim funkcję sekretarza i skarbnika. Wawrzyniak uczestniczył w szkoleniu miejscowej młodzieży na kursach dla drużynowych w Czarnym Lesie k. Lublińca. Uczestniczył w wybuchu II powstania śląskiego. Po powstaniu powrócił do harcerstwa. Uczestniczył w szkoleniu kolejnej grupy młodych Górnoślązaków – był gospodarzem, instruktorem, drużynowym jednej z drużyn. 12 października 1920 roku został zastępcą inspektora okręgowego. Zaangażował się w organizacje pierwszego zlotu harcerskich drużyn śląskich. Trzy dni później poprowadził pierwszą, pięciodniową wycieczkę 65 harcerzy do Warszawy. Z dniem 10 lutego 1921 roku zostaje mianowany zastępcą inspektora okręgowego. Zwolnienie ze służb plebiscytowych nastąpiło 10 kwietnia. 30 kwietnia, 3 dni przed wybuchem III powstania śląskiego, wyjechał do Poznania.

## Działalność
Po powrocie do Poznania objął pełnienie obowiązków komendanta miejscowego ZHP. Od momentu przyjazdu przejął także funkcję przewodniczącego Akademickiego Koła Harcerskiego. Był też członkiem zarządu Okręgu ZHP w Poznaniu. Następnie podjął pracę zarobkową w charakterze urzędnika kontraktowego na stanowisku młodszego referenta w Ministerstwie byłej Dzielnicy Pruskiej. W 1923 roku został referentem w Komisariacie Głównego Urzędu Likwidacyjnego na b. Zabór Pruski. W 1924 roku został wcielony do Szkoły Podchorążych Rezerwy Artylerii w Poznaniu. 1 lipca awansował na stopień bombardiera, 15 września na kaprala, w tym dniu skończył szkołę z wynikiem dobrym i mianowany został podchorążym. W 1926 roku otrzymał dyplom z tytułem magistra nauk ekonomiczno-politycznych. Po studiach osiadł się w Katowicach, gdzie 1 października 1926 roku rozpoczął pracę w Syndykacie Polskich Hut Żelaznych. W 1934 roku objął funkcję prokurenta. W 1938 roku został wyróżniony Ryngrafem za owocną działalność niepodległościową w latach 1912–1920. W 1939 roku Wawrzyniak został osadzony w obozie jenieckim dla oficerów Oflag VII A Murnau w Bawarii. Za sprawą wojsk amerykańskich odzyskał wolność 29 kwietnia 1945 roku. W tym samym roku wyemigrował do Francji. Do kraju powrócił w 1947 roku. We wrześniu 1951 roku objął stanowisko w resorcie budownictwa na stanowisku kierownika katowickiej delegatury Centralnego Zarządu Zaopatrzenia Ministerstwa Budownictwa Miast i Osiedli.

## Życie prywatne
W 1929 ożenił się z Anną Jabłonowską (1911–1999). Miał dwie córki - Ewę (1933–2020) i Janinę oraz syna Andrzeja (ur. 1940, zginął tragicznie w 1953). W 1971 roku Jan Jakub Wawrzyniak zmarł na zawał serca. Pochowany został na Cmentarzu Komunalnym przy ul. Panewnickiej w Katowicach (sektor J2-A-8).

## Ordery i odznaczenia
- Medal Niepodległości (16 września 1931)[2]
- Srebrny Krzyż Zasługi (1937)